# 歐文氏准小鱸
歐文氏准小鱸（學名：Percilia irwini）為真鱸科准小鱸屬的一種，為溫帶淡水魚，分布於南美洲智利Malleco及Bio-Bio河流域，體長可達9.6公分，棲息在底中層水域，生活習性不明。

## 擴展閱讀
- 維基物種上的相關：歐文氏准小鱸